# Лес Вікс
Лес Вікс (англ. Les Wicks, 15 червня 1955, Сідней) — австралійський поет, видавець, культурний діяч.

## Біографічні дані
Лес Вікс народився 1955 року в передмісті Сіднея. Ще у школі писав вірші і виступав у гурті «Iron Mouth», окрім того, зайняв активну громадянську позицію: у 17 років організував страйк серед учнів середніх шкіл. Закінчивши Університет Сіднея й здобувши диплом у галузі господарського права, працював правозахисником в інтересах багатьох профспілок.

## Творча і громадська діяльність
Він володіє довжелезним списком здобутків у літературі, видавничій та фестивальній діяльності. Отримав ряд літературних нагород. Видав вісім поетичних збірок: «The Vanguard Sleeps In» (1981), «Cannibals» (1985), «Tickle» (1993), «Nitty Gritty» (1997), «The Ways of Waves» (2000), «Appetites of Light» (2002), «Stories of the Feet» (2004), «The Ambrosiacs» (2009).
Вже понад 35 років Лес Вікс бере участь у багатьох фестивалях, навчає в школах, університетах у всіх куточках своєї країни. Друкувався в більш ніж двохстах різних журналів, антологій та газет у чотирнадцятьох країнах дев'ятьма мовами. Провадить майстер-класи і керує видавництвом «Meuse Press», яке засереджується на таких синтетичних мистецьких проектах, як малярсько-поетичні інсталяції на автобусах і твори, опубліковані на поверхні ріки.
Працював разом із Юрієм Завадським і Григорієм Семенчуком над укладанням першої антології сучасної української та австралійської поезії відповідно українською та англійською мовами
У видавництві «Крок» вийшла невелика книжка поета в українських адаптаціях під назвою «Тіні читання».
Співорганізатор Спілки поетів у Новому Південному Вельсі, а також учасник численних поетичних перформенсів, переможець престижних літературних конкурсів, хоча останніми роками частіше виступає у ролі поважного арбітра.
У вересні 2011 року автор відвідав Україну як гість Львівського міжнародного літературного фестивалю в рамках Форуму видавців у Львові.
Під час Львівського міжнародного літературного фестивалю поет представив українсько-австралійську антологію «AU/UA: Сучасна поезія Австралії та України», яку він уклав спільно з українськими поетами Юрієм Завадським і Григорієм Семенчуком.

## Твори
- The Vanguard Sleeps In (Glandular, 1981)
- Cannibals (Rochford St, 1985)
- Tickle (Island Press (Australia), 1993)
- Nitty Gritty (Five Islands, 1997)
- The Ways of Waves (Sidewalk, 2000)
- Appetites of Light (Presspress, 2002)
- Stories of the Feet (Five Islands, 2004)
- The Ambrosiacs (Island Press (Australia), 2009)
- Shadows of the Read (Krok, 2011)
- Barking Wings (PressPress, 2012)
- Sea of Heartbeak (Unexpected Resilience) (Puncher & Wattmann, 2013)